# Impliziter Leser
Der Begriff des impliziten Lesers, der als grundlegendes wirkungs- bzw. rezeptionsästhetisches Konzept seit den 1970er Jahren vor allem von Wolfgang Iser geprägt wurde, bezeichnet in der Literaturwissenschaft, Lesertheorie und Literaturtheorie allgemein die im Akt des Lesens zu realisierende „Leserrolle“ eines literarischen Textes, d. h. den vom Autor beim Verfassen des Textes grundsätzlich mitgedachten und miteinbezogenen möglichen Leser in seiner konstitutiven Rolle für die Interaktion von Text und Rezipient als solcher. Diese Perspektive ist jedoch nicht empirisch ausgerichtet als Interpretationsmethode, die einen konkreten Leser in den Fokus rückt und dessen Bedeutungszuschreibung am Text als Bedeutungsträger greifbar zu machen versucht, sondern bleibt dem realen Leser gegenüber völlig indifferent und strebt danach, sich dem „transzendentalen Charakter“ von Textstrukturen durch eine interaktionale Analyse oder Beschreibung des Leseaktes im Allgemeinen anzunähern.

## Begriffsgeschichte
Der Terminus bezieht sich in dieser Hinsicht im Rahmen eines theoretischen Konstruktes auf die Gesamtheit aller in der Struktur eines Textes als Unbestimmtheits- oder Leerstellen angelegten gedanklichen Operationen, die für eine angemessene Rezeption des Werks erforderlich ist, beschreibt jedoch laut Iser keine „Typologie möglicher Leser“ und hat demgemäß ontologisch  „keine reale Existenz“ im Sinne spezifischer linguistischer, psychologischer, soziologischer oder anderer Parameter. Ebenso wenig ist er trotz seiner Verknüpfung mit der Textstruktur durch explizit gestaltete oder zu erschließende Figuren bzw. konkrete Stimmen im Text gekennzeichnet. Der Bezug auf den impliziten Leser in literaturwissenschaftlichen Ansätzen referiert daher nicht zwangsläufig eine reale Instanz im Text und kann eine Reihe unterschiedlicher interpretationstheoretischer Prämissen verkörpern, deren Modellierung jedoch als Darstellungs- und Vermittlungsprinzip auszulegen ist.

## Anwendung des Begriffs
Der implizite Leser stellt als eine Art Minimaldefinition in dieser Hinsicht literaturtheoretisch das konzeptuelle Komplement bzw. Pendant zu dem von W.C. Booth 1961 eingeführten Konstrukt des impliziten Autors (implied author) dar.
Das Konzept des impliziten Lesers wird auf dieser Grundlage in strikter Parallelität zum impliziten Autor begrifflich sowohl vom realen empirischen Leser als auch von der im Text markierten Perspektive der Leserfiktion (fiktiver Leser) abgegrenzt.  Als rezeptionsbezogenes Äquivalent zum impliziten Autor postuliert der Begriff eine als personalisiert vorgestellte eigene Kommunikationsebene zwischen diesen Leserinstanzen und begründet im Kommunikationsmodell narrativer Texte damit eine nach unterschiedlichen semiotischen Niveaus differenzierte weitere Ebene.
Die Figuren im Umkreis des Erzählers in Paludes (Gide 1895) können als Beispiele für implizite Leser betrachtet werden. In Italo Calvinos Roman Wenn ein Reisender in einer Winternacht (1979) wird das Konzept übersteigert, indem der Leser nicht mehr nur implizit anwesend, sondern als Protagonist selbst Teil des Romans ist.
Während Iser in seinem Konzept mit dem Begriff des impliziten Lesers vor allem die Beziehung zwischen Text und Leser, wie oben angesprochen, gleichsam in einem interaktionellen Modell zu erfassen trachtet und sich damit weniger auf historische Unterschiede als vielmehr auf transzendentale Gemeinsamkeiten literarischer Rezeption bezieht, wird der Terminus in anderen Ansätzen der Rezeptionsästhetik dagegen ebenso auf die Entfaltung des in einem Werk angelegten, in seinen historischen Rezeptionsstufen aktualisierbaren Sinnpotentials bezogen. Im ursprünglichen Sinne Isers ist der implizite Leser jedoch generell als „Gesamtheit der Vororientierungen des Textes“, mithin als das grundsätzlich vom Text offerierte Sinn- und Rollenangebot für einen hypothetisch angenommenen Rezipienten im Hinblick auf den Übertragungsvorgang vom Text zum Leser zu verstehen.
Die Verankerung des impliziten Lesers im Text und seine Abhängigkeit von der Konkretisierung durch den jeweiligen Leser gilt in der gegenwärtigen Literaturwissenschaft und -theorie mittlerweile weitgehend als konsensfähig. Dagegen werden die intentionalen Aspekte des Textes in Abhängigkeit von einer die Textmerkmale und deren Funktionen bewusst gestaltenden intendierenden Autoreninstanz in neueren Ansätzen nicht länger stets als zwangsläufig implizit, sondern als durchaus real in historisch expliziter bzw. konkretisierbarer Form betrachtet.
So wird insbesondere in der jüngeren literaturtheoretischen Diskussion das Konzept des impliziten Lesers teilweise auch aus narratologischer Perspektive stark in Zweifel gezogen. Die Kritiker monieren insbesondere den zu Widersprüchen führenden Status dieses eine personalisierte Instanz suggerierenden Konzeptes, das ohne Bindung an einen realen oder fiktiven Adressaten (fiktiven Leser) als Empfängerinstanz im Grunde nicht unterscheidbar sei. So plädiert beispielsweise A. Nünning dafür, zur Vermeidung von Paradoxien auf dieses Konzept zu verzichten, gleichzeitig jedoch die theoretisch durchaus relevanten Funktionen auf das rein virtuelle System einer Gesamtstruktur des Textes zu übertragen als einer im Sinne von L. Althussers Strukturbegriff abwesenden Ursache.
Gleichermaßen wird in der neueren Interpretationspraxis die Frage aufgeworfen, wie mit dem Konzept des impliziten Lesers, das im engen Sinne Isers jenseits aller historisch vorhandenen, mithin faktischen Bedeutungszuschreibungen ausschließlich mögliche Rezeptionsweisen eines Textes idealiter als Hypothese modelliere, dem Anspruch gerecht werden könne, einen Text historisch adäquat zu interpretieren.
Kritiker verweisen dabei in diesem Zusammenhang ebenso auf Isers eigene interpretative Praxis aus Der implizite Leser, in der er selber keinerlei zu bestimmten Zeitpunkten realiter oder faktisch bestehende Bedeutungszuschreibungen an literarische Texte auf dem Hintergrund seines abstrakten Modells analysiere.
Seine Form der historisierenden Literaturbetrachtung resultiere weitgehend aus einer sehr engen ästhetischen Fokussierung auf die literarische Textgestalt und schließe nicht vom Kontext auf den Text, sondern vom Text auf den Kontext auf Grundlage seiner metahistorischen Annahme, der Leser müsse bloß „die im Text durch die Leerstellen vorgezeichneten Umbesetzungen im Feld des Leserblickpunkts mit vollziehen“ und könne „so die historische Situation wiedergewinnen, auf die sich der Text bezog bzw. auf die er antwortete“.
Isers Modell thematisiere damit die Wirkungsgeschichte, ohne konkrete Erfassungsakte zu untersuchen. Sein eigener modellhafter Ansatz der Historisierung literarischer Textbedeutungen basiere „im Wesentlichen auf einer bloßen Amalgamierung interpretativ gewonnener Resultate aus der  individuellen Textlektüre und nicht weniger individuell angeeignetem Wissen über historische Rezeptionsbedingungen“.